# Claudia Alexander
Claudia Joan Alexander, född 30 maj 1959, avliden 11 juli 2015, var en kanadensiskfödd amerikansk forskare specialiserad på geofysik och planetologi. Hon arbetade för United States Geological Survey och NASA:s Jet Propulsion Laboratory. Hon var den sista projektledaren för NASA:s Galileo-uppdrag till Jupiter och hade fram till sin död tjänstgjort som projektledare och vetenskapsman för NASA:s roll i det europeiskt ledda Rosetta-uppdraget för att studera kometen Churyumov-Gerasimenko.

## Biografi

### Tidiga år
Alexander föddes i Vancouver, British Columbia, Kanada. Hennes mor var Gaynelle Justena Williams Alexander (1929-2017), en företagsbibliotekarie för Intel; hennes far var Harold Alfred Alexander (1917-2010), en socialarbetare. Alexanders syskon heter Suzanne och David. Alexander växte upp med sin mor i Kalifornien.
Alexander ville bli journalist, men hennes föräldrar – som betalade för hennes utbildning – ville att hon skulle bli ingenjör. Efter ett sommarjobb på Ames Research Center blev hon intresserad av planetologi. Även om hon hade anställts för att arbeta inom ingenjörssektionen, kunde hon smyga iväg till vetenskapssektionen, där hon upptäckte att hon inte bara var bra på jobbet, utan att det var lättare och roligare för henne än hon hade förväntat sig.

### Karriär
Alexander arbetade vid United States Geological Survey och studerade plattektonik vid Ames Research Center, där hon observerade Jupiters naturliga satelliter. Sedan började hon på NASA:s Jet Propulsion Laboratory 1986. Hon arbetade som vetenskapskoordinator för plasmavågsinstrumentet ombord på rymdfarkosten Galileo innan hon blev projektledare för uppdraget i dess slutfas.  Under uppdraget upptäcktes 21 nya månar runt Jupiter och att det fanns atmosfär på Ganymedes. Upptäckten av atmosfären, närmare bestämt en "ytbunden exosfär", fick forskare att ompröva sina antaganden om att Ganymedes var en inaktiv måne. Hon var den sista projektledaren för uppdraget och övervakade rymdfarkostens dyk in i Jupiters atmosfär vid uppdragets slut 2003.
Alexander arbetade som forskare i olika ämnen, däribland kometerna utveckling, och även inre fysik av, Jupiter och dess månar, magnetosfär, plattektonik, rymdplasma, solvindens oregelbundenheter och expansion samt planeten Venus. Hon arbetade också med projektgruppen som vetenskapskoordinator på Cassini-uppdraget till Saturnus. Hon skrev och var medförfattare till 14 artiklar.
Alexander var en stark förkämpe för kvinnor och minoriteter inom de så kallade STEM-fälten vetenskap, teknologi, ingenjörsvetenskap och matematik, engelska Science, Technology, Engineering, and Mathematics, och en passionerad vetenskapskommunikatör. 
I april 2015 höll hon ett TEDx-föredrag på Columbia College i Chicago, "The Compelling Nature of Locomotion and the Strange Case of Childhood Education", om hur hon  utbildar barn om vetenskap. Hon handledde också unga, särskilt unga färgade flickor, för att uppmuntra deras intresse för vetenskap.
Från 2000 till sin död tjänstgjorde Alexander som projektforskare för NASA:s roll i Rosetta, Europeiska rymdorganisationens uppdrag för att studera och landa på kometen 67P/Churyumov-Gerasimenko. På uppdraget var hon ansvarig för 35 miljoner dollar i instrumentering, och samlade in data som temperatur från tre instrument på orbiter. Hon övervakade också spårnings- och navigeringsstöd från NASA:s Deep Space Network för rymdfarkosten.